# Anne Mette Hansen
Anne Mette Hansen (Glostrup, 25 augustus 1994) is een Deense handbalspeler die deel uitmaakt van het Deense nationale team.

## Carrière

### Club
Hansen begon met handbal bij de Deense club Fløng/Hedehusene Håndbold (afgekort: FHH90). Vanaf 2010 ging de backcourt-speler naar een sportschool in Kopenhagen en trad zij toe tot de club Ajax København. Met het damesteam van Ajax speelde ze in de op een na hoogste Deense competitie, waarna ze vanaf het seizoen 2014/15 bij de eredivisieclub København Håndbold ding spelen. In de zomer van 2017 trad ze toe tot de Hongaarse eersteklasser Győri ETO KC. Met Győr won ze het Hongaarse kampioenschap in 2018, 2019 en 2022, de Hongaarse beker in 2018, 2019 en 2021 en de EHF Champions League in 2018 en 2019.

### Nationaal team
Hansen maakte haar debuut voor de Deense U17 nationale ploeg in 2011. In hetzelfde jaar won ze de zilveren medaille op het EK U17. Een jaar later won Hansen de gouden medaille op het U18 Wereldkampioenschap. In de finale tegen Rusland scoorde ze de meeste doelpunten voor de Deense selectie. Vervolgens nam Hansen deel aan het EK onder-19 2013 waar ze de bronzen medaille won. Bovendien werd ze gestemd in het allstar-team op de Europese kampioenschappen.
Op 27 Oktober 2013 maakte ze haar debuut in het nationale team in een wedstrijd tegen Litouwen. Kort daarna zat ze in de Deense selectie voor de Wereldkampioenschappen in Servië waarmee ze de bronzen medaille won. In de derde groepswedstrijd tegen Algerije was ze met acht goals de meest productieve speelster van het Deense team. Ze scoorde 15 goals in 9 wedstrijden gedurende het toernooi. Ze won de bronzen medaille op het WK 2021.